# Bart Sibrel
Bart Sibrel (né en 1964 à Nashville) est un conspirationniste américain. Il est connu pour sa défense des théories conspirationnistes sur le programme Apollo. Il est également connu pour une dispute avec l'astronaute Buzz Aldrin, où insupporté par ses provocations et insultes, l'astronaute a répondu par un coup de poing.

## Biographie
Il a écrit, produit et réalisé quatre films indépendants pour promouvoir la théorie selon laquelle les alunissages du programme Apollo entre 1969 et 1972 ont été simulés par la National Aeronautics and Space Administration (NASA) sous le contrôle de la Central Intelligence Agency (CIA).

## Filmographie
- A Funny Thing Happened on the Way to the Moon (2001)
- Astronauts Gone Wild: An Investigation Into the Authenticity of the Moon Landings (2004)
- Apollo 11 Monkey Business: False Photography Unedited (2004)
- Apollo 11 Post-Flight Press Conference (2004)